# BR-040
La BR-040 es una carretera federal radial brasileña. El punto de partida de la autopista se encuentra en Brasilia, en el cruce con BR-450 y BR-251, mientras que el punto final se encuentra en Río de Janeiro, más específicamente en Rodoviária Novo Rio. El BR-040 pasa por el Distrito Federal y los estados de Goiás, Minas Gerais y Río de Janeiro, siendo el enlace principal entre estas unidades federativas.
El tramo de BR-040 ubicado entre Petrópolis y Río de Janeiro , se llama Washington Luís, en honor del expresidente de la República Washington Luís, conocido por construir varias carreteras durante su mandato (de 1926 a 1930), incluida esta sección del BR-040.

## Historia
El actual BR-040 fue implementado por el Plan Nacional de Carreteras en 1973. La redacción inicial del Plan, en 1964, estableció la carretera entre Brasilia y São João da Barra. Con la revisión, el tramo entre Belo Horizonte y São João da Barra pasó a formar parte de BR-356, y el tramo a Río de Janeiro se incluyó en BR-040, inicialmente parte de BR-135.
Antes de 1964, el tramo entre Río de Janeiro y Belo Horizonte se llamaba BR-3.
Dos secciones de la BR-040 son de gran importancia en la historia de las carreteras brasileñas. El tramo entre Petrópolis y Juiz de Fora comprendió Estrada União e Indústria, la primera carretera brasileña, abierta el 23 de junio de 1861 por Dom Pedro II. Este tramo fue reemplazado por el actual Río-Juiz de Fora en 1980. El tramo Río-Petrópolis, conocido como Rodovia Washington Luiz, fue inaugurado el 25 de agosto de 1928, por el presidente de la República, Washington Luís, y se convirtió en el primer pavimentado de Brasil en 1931.

## Duplicación
La carretera está duplicada entre Sete Lagoas, Belo Horizonte y Río de Janeiro, y en algunas secciones en Minas Gerais no hay división entre los carriles.

## Galería

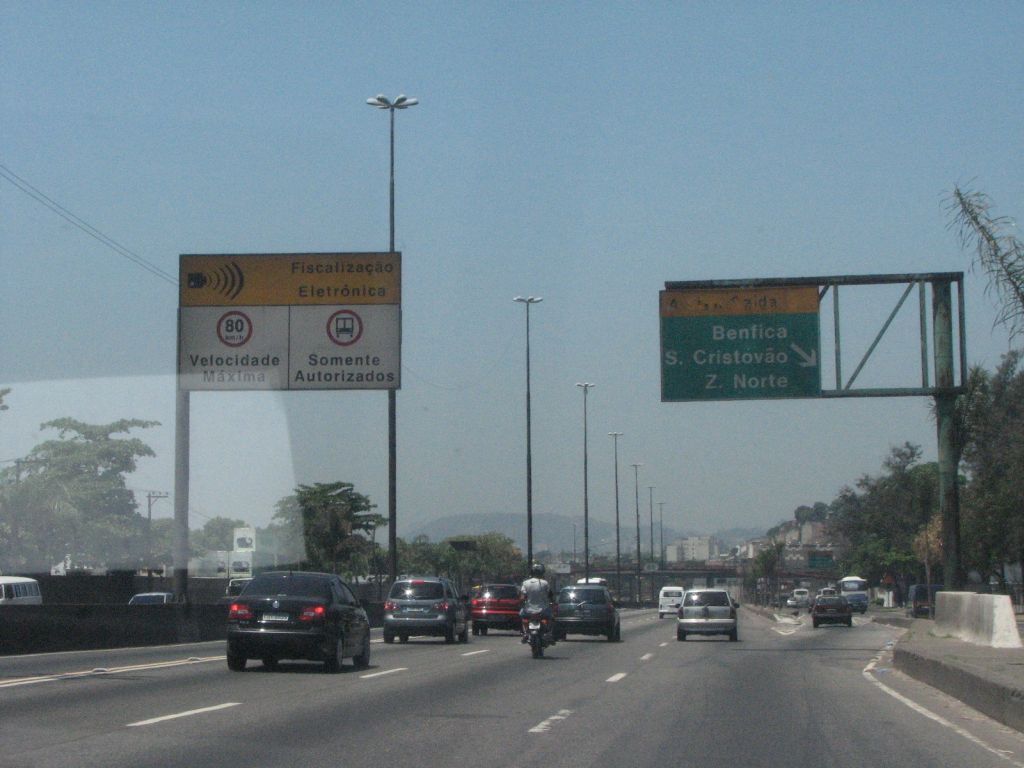
BR-040 a la llegada a la ciudad de Rio de Janeiro.
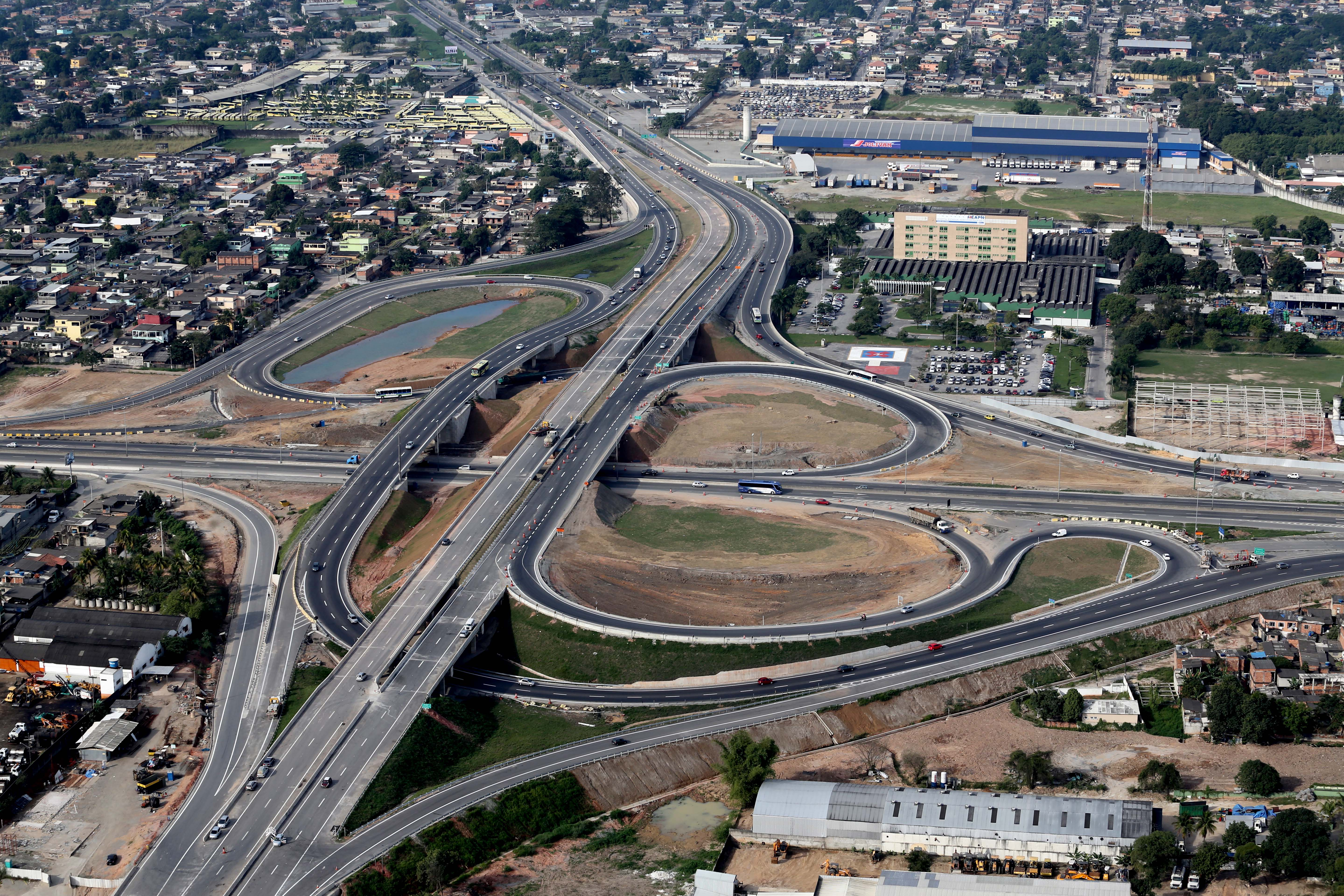
Intercambio del Arco Metropolitano de Río de Janeiro en la BR-040.
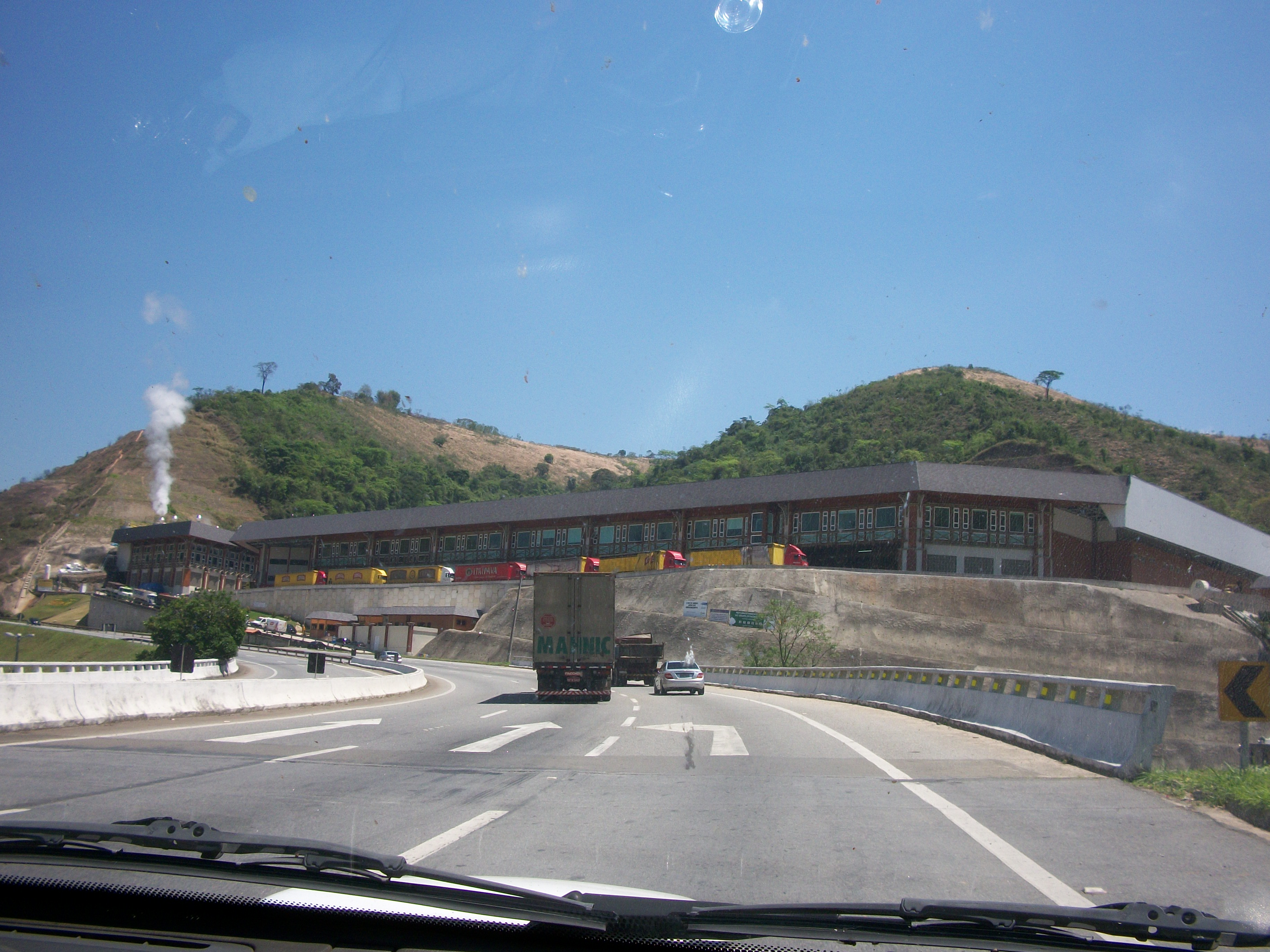
BR-040 en el distrito de Pedro do Rio (en Petrópolis), al lado de la cervecería Grupo Petrópolis.
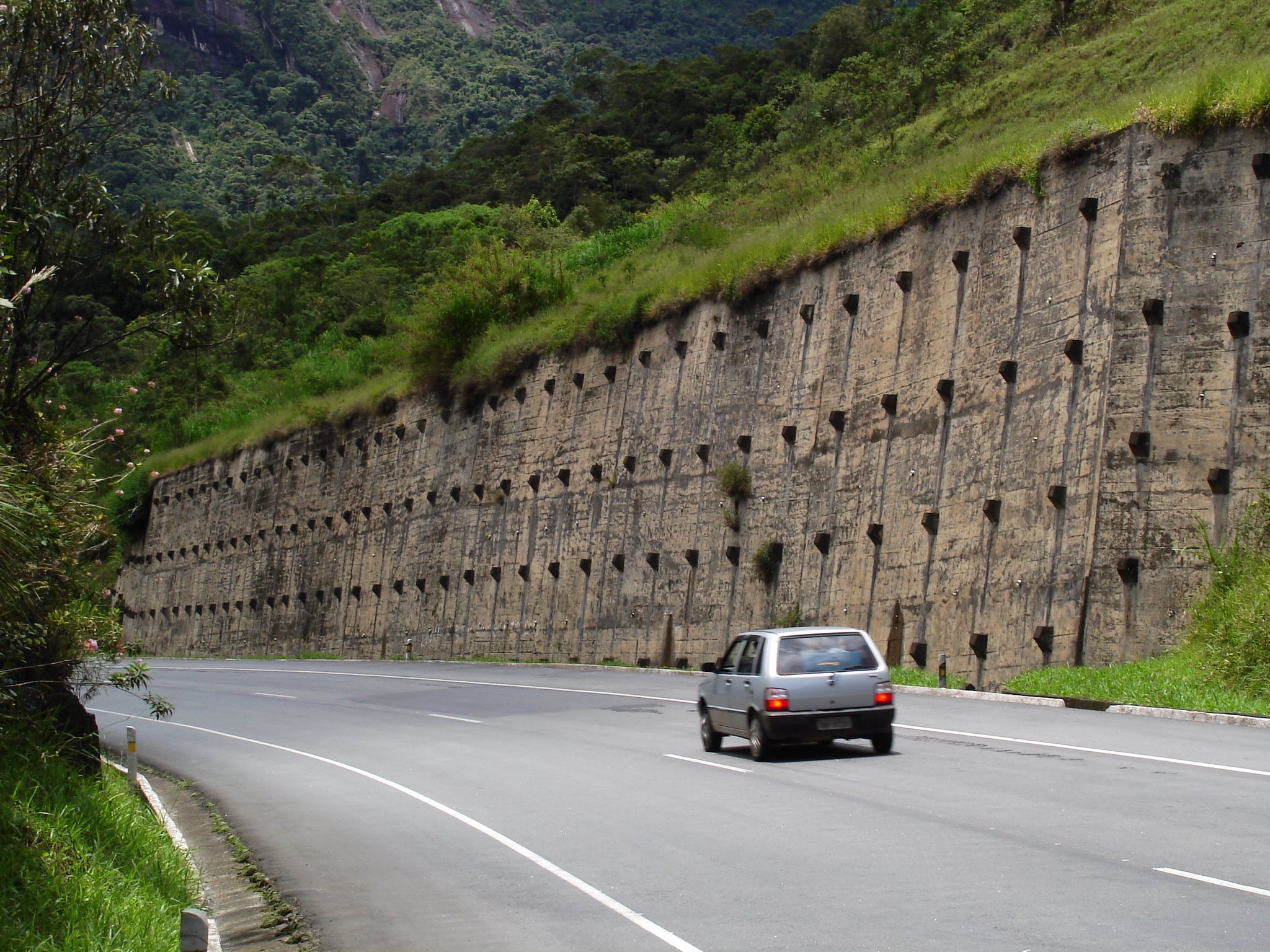
Tramo de la BR-040 en la serranía de Rio de Janeiro.
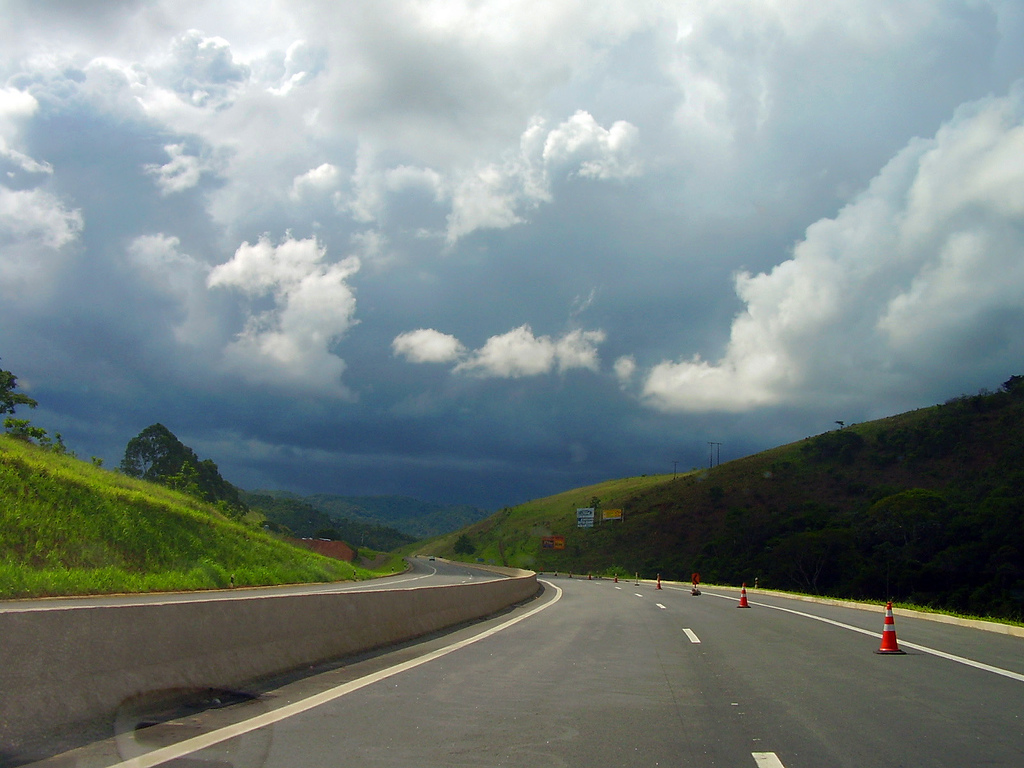
BR-040 cerca de Juiz de Fora, Minas Gerais.
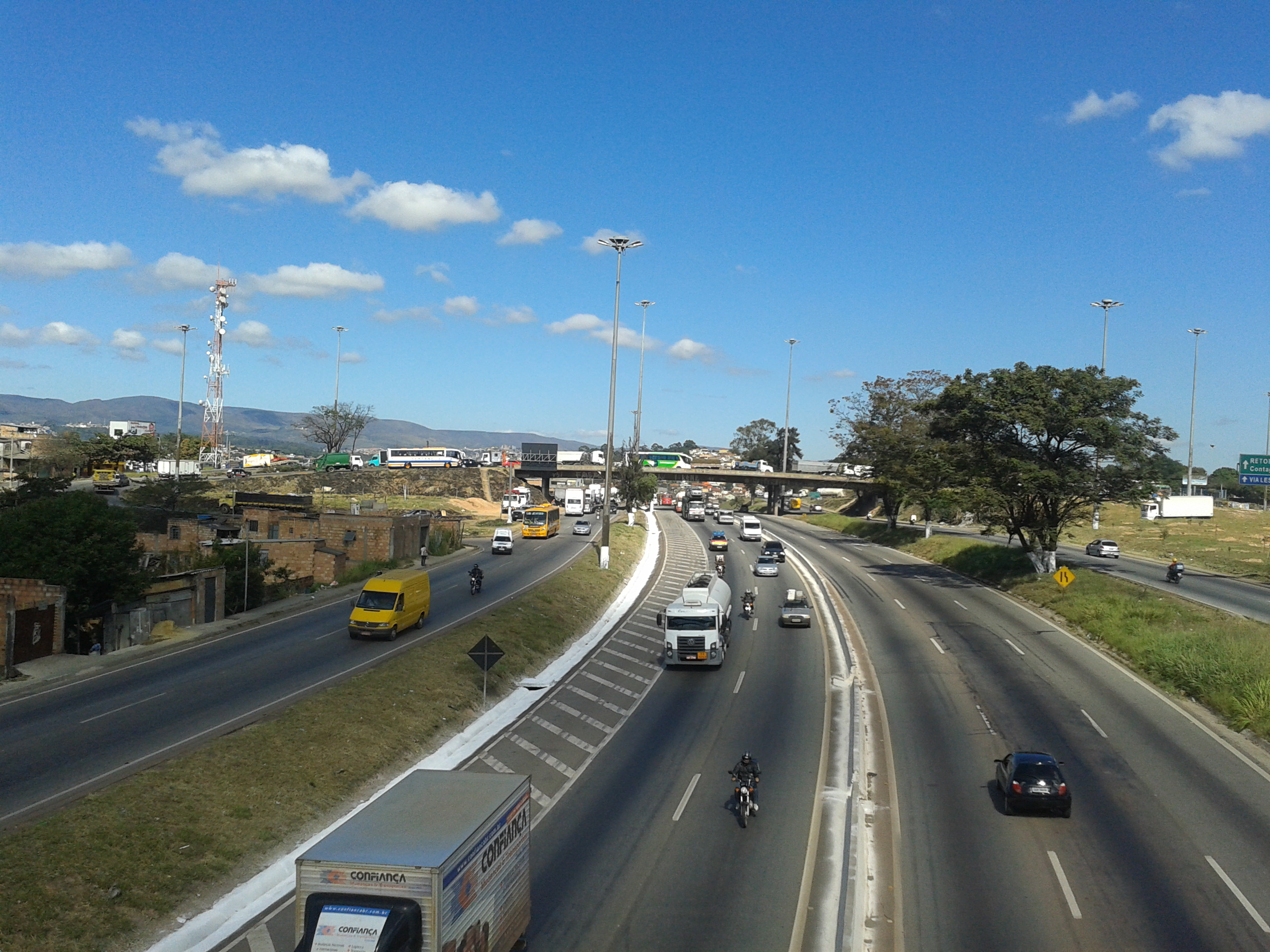
Circunvalación Celso Mello Azevedo, en el Gran Belo Horizonte, en su tramo hacia Belo Horizonte-acceso a Río de Janeiro
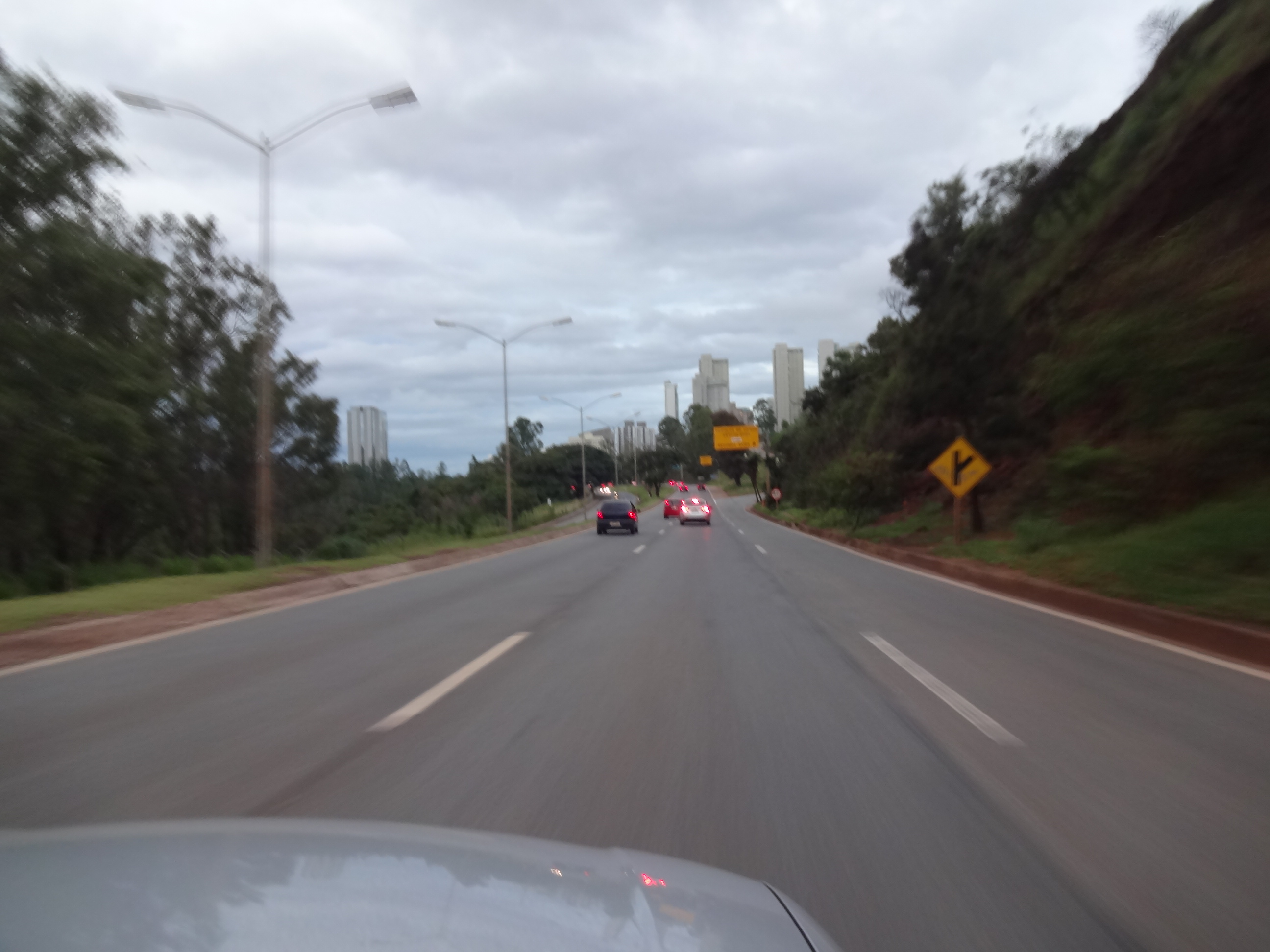
Coche en el sur de Nossa Senhora do Carmo (BR-040), en Belo Horizonte.
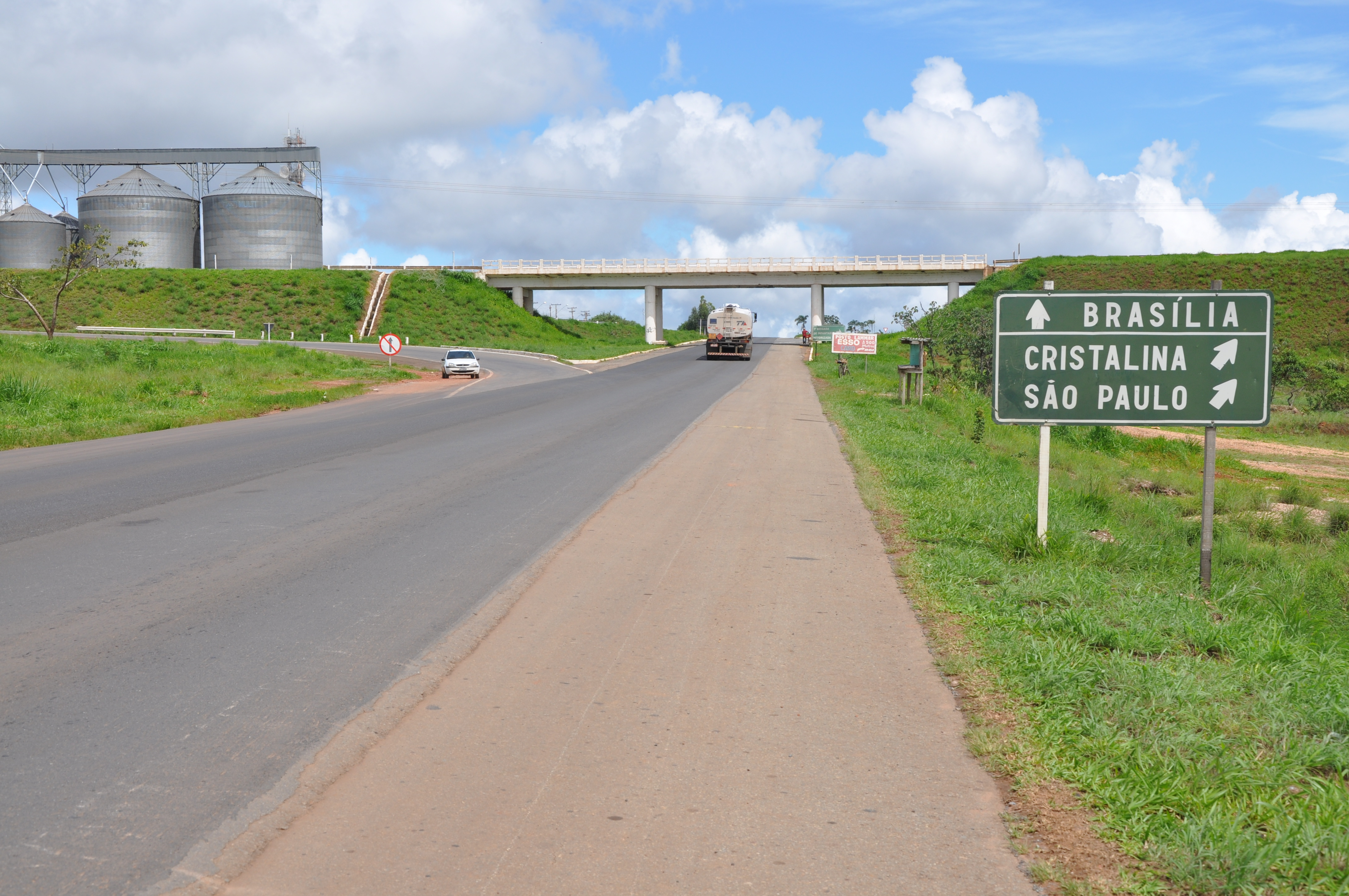
Tramo de la BR-040 en el cruce con la  BR-050 en Cristalina, Goiás.
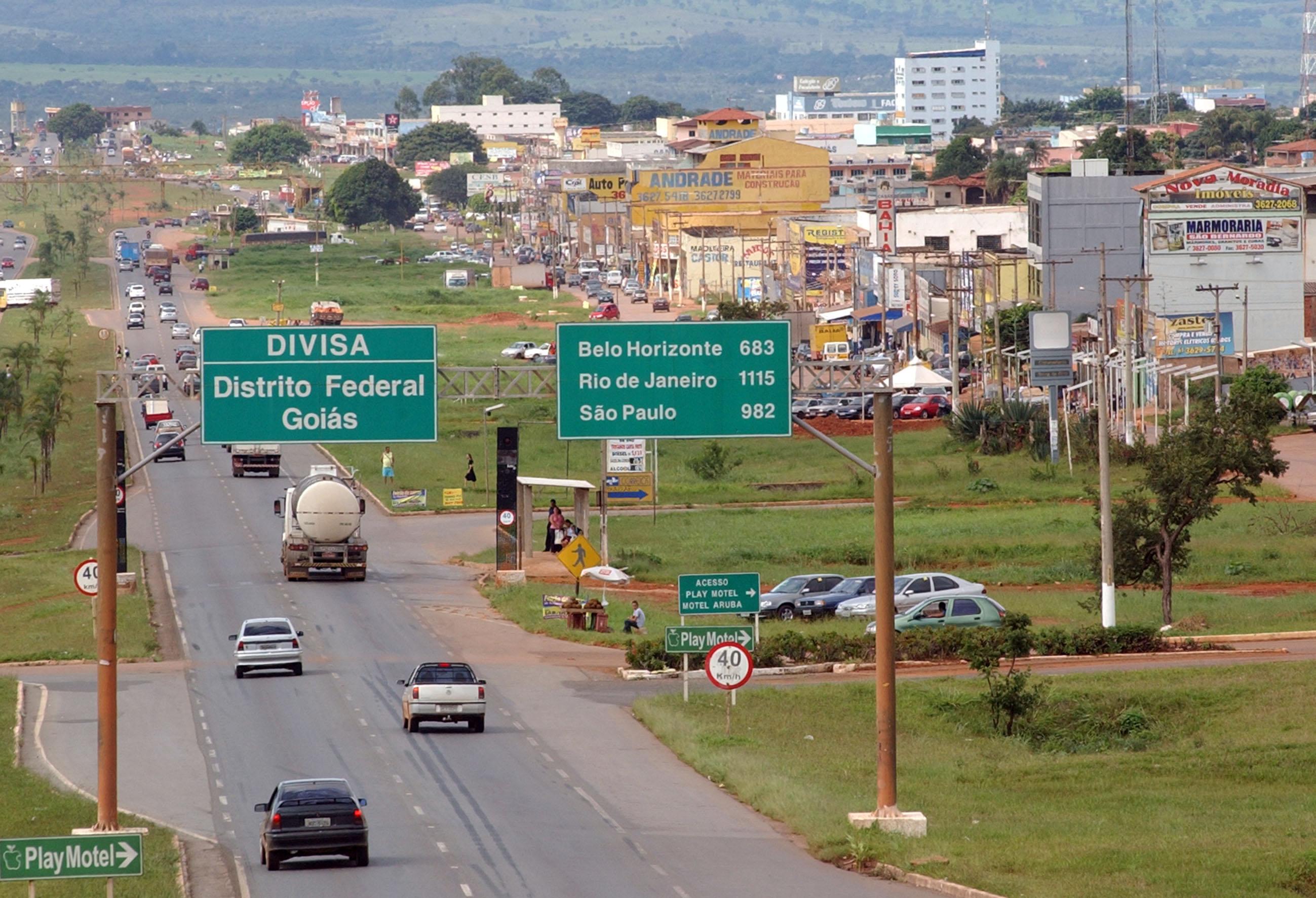
Tramo concomitante con BR-050, cerca de Valparaíso de Goiás, en el límite entre el Distrito Federal y Goiás.